# 商业园区

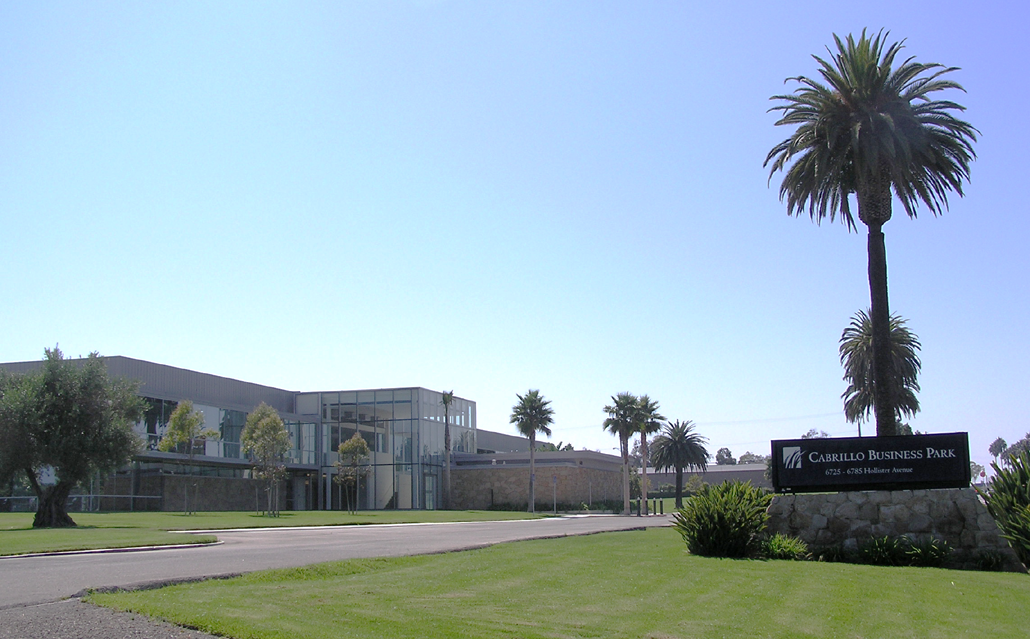
美国加利福尼亚州聖巴巴拉縣的一个商业园区

商业园区是专为办公楼、仓库、小型工厂等建筑规划的区域。商业园区通常位于郊區，这些地段的土地价格和建筑成本更低。出于交通便捷性考虑，商业园区通常位于主要高速公路、道路或火车站附近。